# Sean Whalen
Sean M. Whalen (Washington D. C., 19 de mayo de 1964) es un actor de cine, televisión y teatro estadounidense.
Whalen nació en Washington D. C. en 1964, el hijo menor de cuatro hijos, fue criado en Silver Spring/Olney, Maryland. Asistió a Sherwood High School y se graduó de UCLA. Trabajó como mesero mientras estudiaba y actuaba en el Teatro The Groundlings. Apareció en comerciales y en 1991, su primera película, The People Under the Stairs.
Whalen puede ser conocido por su primer comercial "Got Milk?", en que su personaje intenta en vano, después de tomar un gran sándwich de mantequilla de maní, para responder una pregunta de un anfitrión de radio sobre el famoso duelo Burr-Hamilton. Whalen también protagonizó en un comercial de la pizza DiGiorno, en que su personaje y un amigo disfrutan de una pizza en Tucson, Arizona, como también en el programa Special Unit 2.
Whalen ha aparecido en varios programas de televisión, incluyendo The Suite Life of Zack and Cody como un anfitrión de estación de radio, Hannah Montana como un trabajador en Make A Moose en un traje de Moose, Scrubs como un técnico de rayos X. Apareció en la película The Last Day of Summer y como un fantasma en el episodio "Halloween" de Wizards of Waverly Place.
Whalen también interpretó a Neil, también conocido como "Frogurt", uno de los sobrevivientes del avión, en un movisodio y tres episodios de Lost.

## Filmografía parcial
- Ferris Bueller – Scenes from a Grandma (Mánager de Comida Rápida)
- Revenge of the Nerd III: The Next Generation (Wormzer)
- Wes Craven's The People Under the Stairs (Roach)
- Batman Returns (Chico de Periódico)
- Twister (Allan Sanders)
- That Thing You Do! (Heckler)
- Never Been Kissed (Merkin Burns)
- Employee of the Month (Dirk)
- Friends,  como un Chico de Pizza.
- Jury Duty (Carl Wayne Bishop)
- Laid to Rest (Steven)
- Wizards of Waverly Place (Mantooth) (eps.Halloween)
- Lois & Clark: The New Adventures of Superman (SKIP) (Season 3. Ep9. SUPER MANN)
- Star Trek: Enterprise T2:17 Canamar (Zoumas)